# Fablok
Fablok  ist ein polnischer Hersteller von Diesellokomotiven, Fahrzeugkranen, Drehgestellen, Radsätzen und weiteren Maschinenelementen. In der Vergangenheit wurden auch Dampflokomotiven gebaut. Bis 1947 war der offizielle Name Pierwsza Fabryka Lokomotyw w Polsce Sp. Akc. (deutsch etwa: Erste Lokomotivfabrik in Polen A.G.). Fablok ist eine häufig gebrauchte Abkürzung für Fabryka Lokomotyw (deutsch: Lokomotivfabrik), den heutigen Namen des Herstellers. Vollständig lautet die Firmenbezeichnung Fablok Spółka akcyjna oder Fablok S.A. Die Rechtsform ist die einer Aktiengesellschaft. Der Firmensitz ist in Chrzanów.

## Geschichte

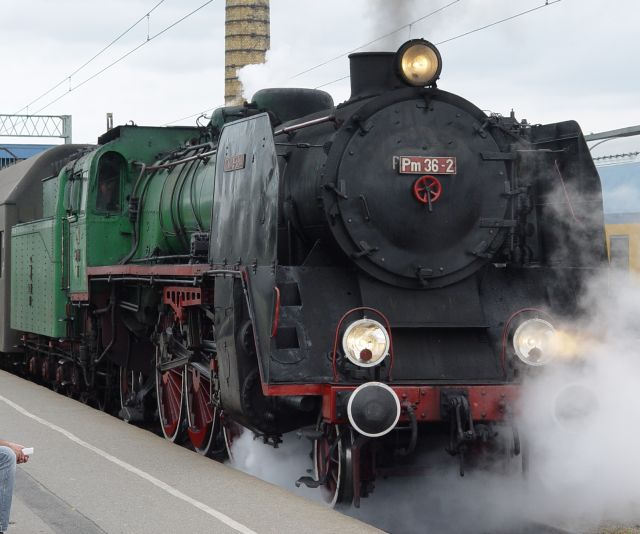
PKP Pm36-2

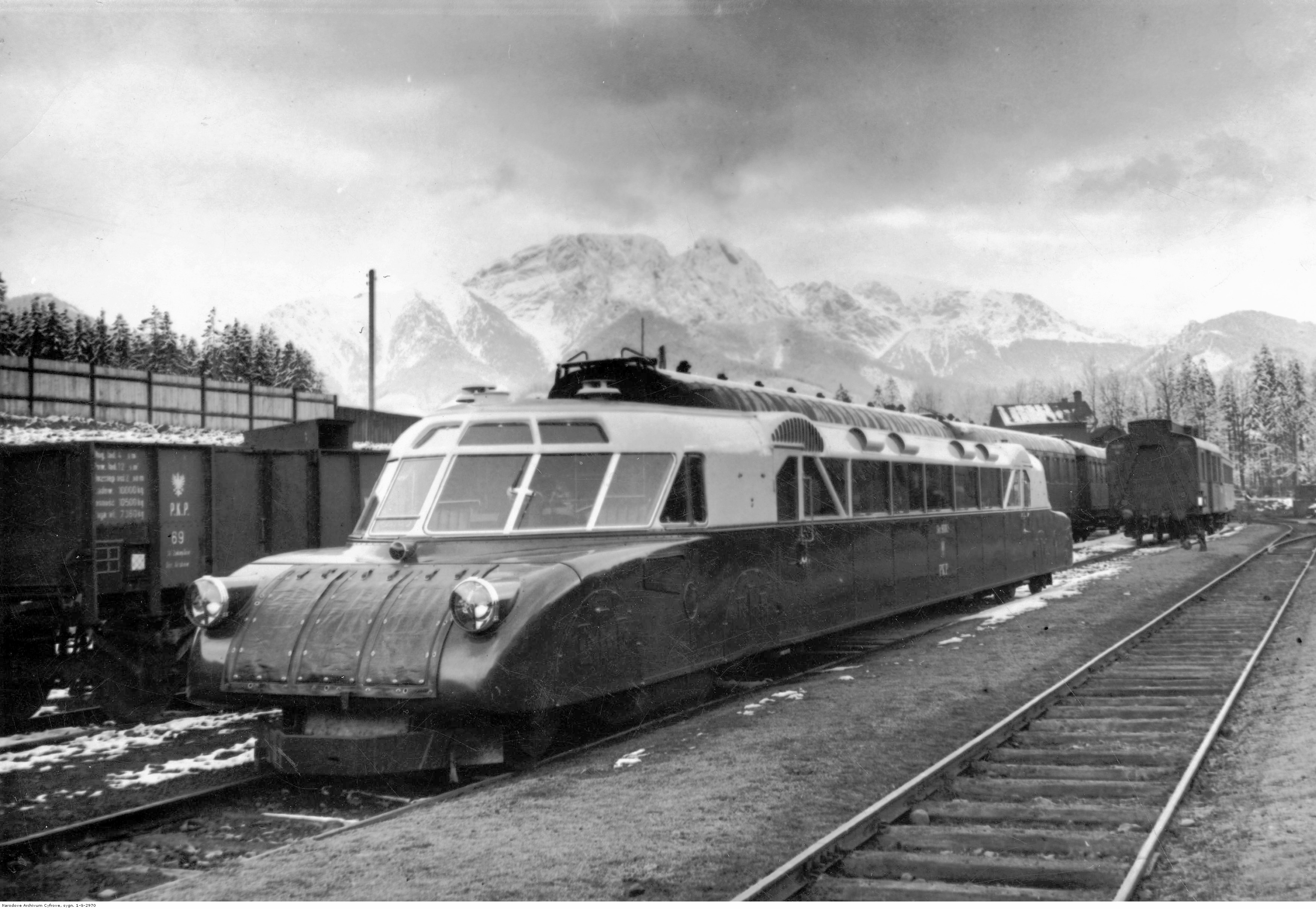
Luxtorpeda im Bahnhof von Zakopane, in Lizenz von Austro-Daimler hergestellt

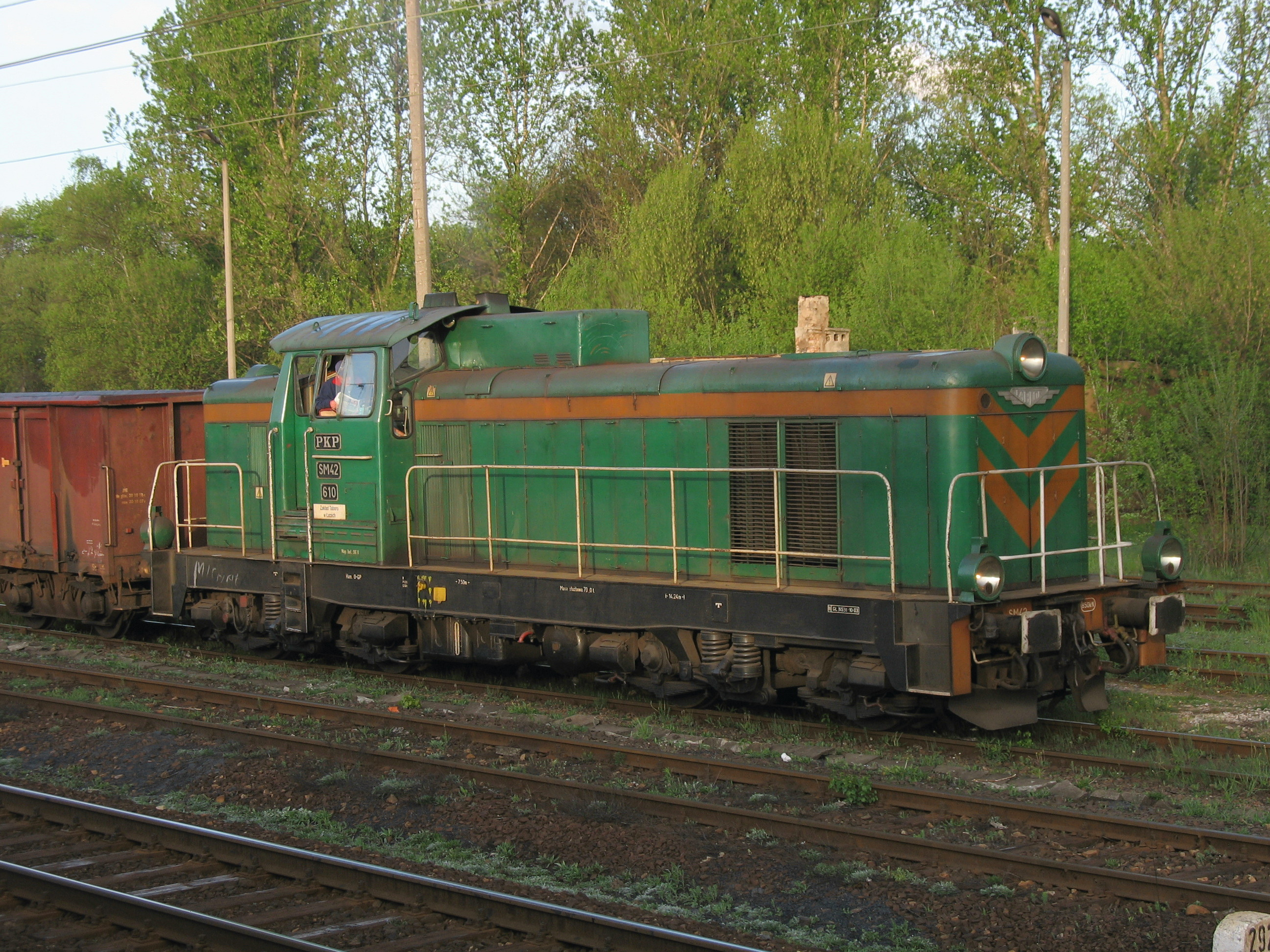
Von Fablok gebaute SM42-610 der PKP

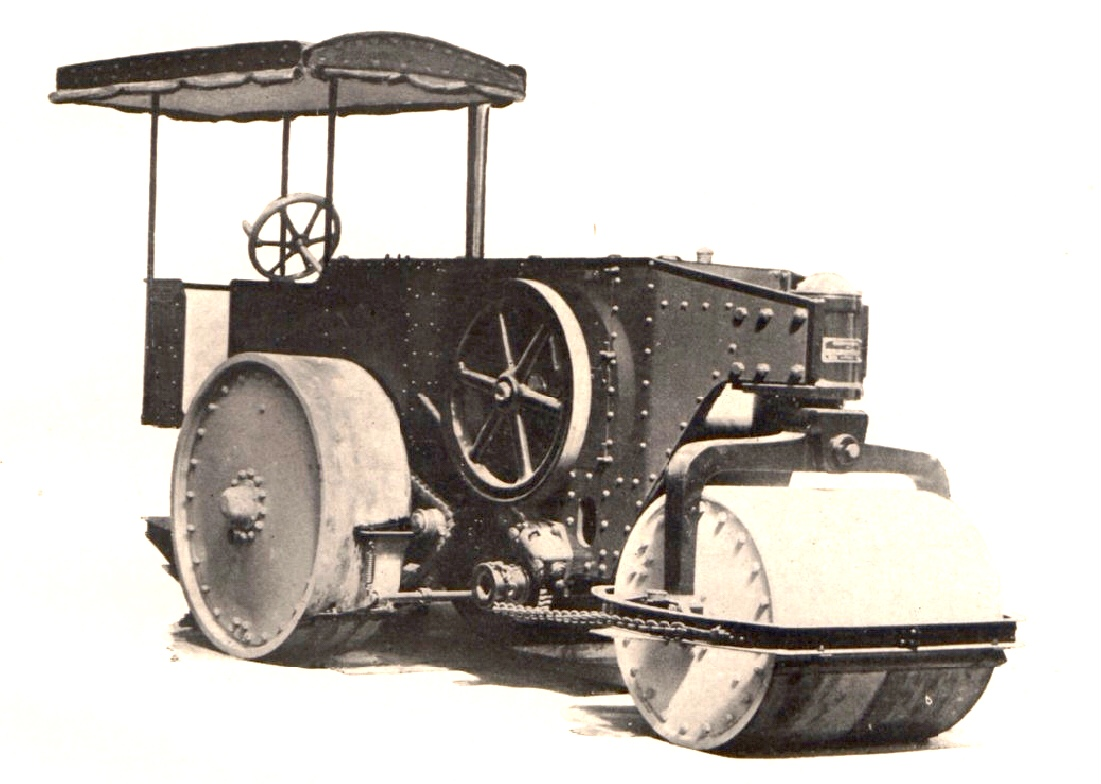
Fablok Walze Typ I um 1927 (Gewicht 10,3 t Geschwindigkeit bis 4,2 km/h)

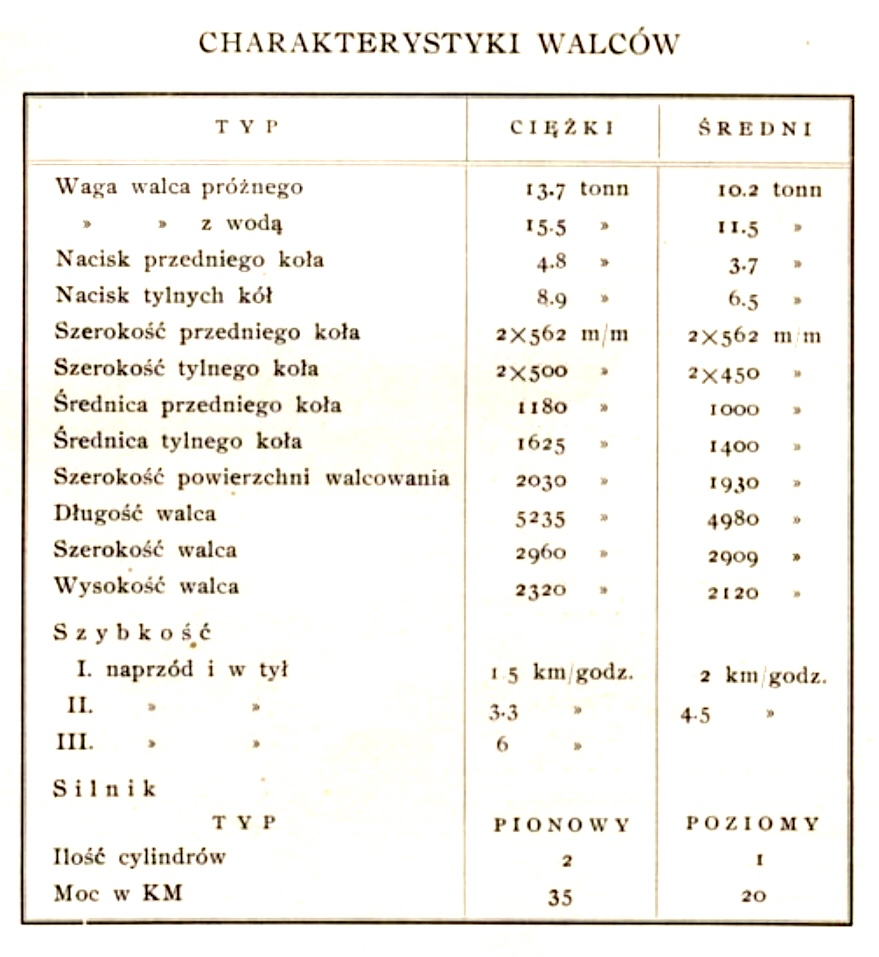
Fablok Walzen technische Daten in polnischer Sprache

Fablok wurde 1919 gegründet. Ein Jahr später wurde ein Vertrag mit der polnischen Regierung geschlossen, der die Lieferung von 1200 Dampflokomotiven an die Polnische Staatsbahn vorsah. Die erste Lokomotive wurde am 7. April 1924 ausgeliefert. Die erste Lokomotive für den Export wurde 1931 der Bulgarischen Staatseisenbahn übergeben. 1935 und 1936 stellte Fablok fünf elektrische Lokomotiven in Lizenz von Metropolitan-Vickers her. 1936 baute sie fünf Luxtorpedas, welche nach einem Entwurf von Austro-Daimler abgeleitete einteilige Schnelltriebwagen waren.
Zwei versuchsweise für hohe Geschwindigkeiten ausgelegte Dampflokomotiven stellte Fablok im Jahr 1937 her. Es handelte sich um die PKP-Baureihe Pm36. Gebaut wurde eine davon als Stromlinienlokomotive, die andere unverkleidet. So sollten beide Maschinen in Bezug auf Höchstgeschwindigkeit, Beschleunigung, Kohle- und Wasserverbrauch usw. verglichen werden. Die verkleidete Pm36-1 wurde 1937 auf der Weltausstellung in Paris mit einer Goldmedaille ausgezeichnet.
Im Zweiten Weltkrieg wurde Fablok während der deutschen Besetzung Polens an die Deutsche Lokomotivbau-Vereinigung angegliedert. Sie stellte überwiegend Kriegslokomotiven der Baureihe 52 her. Während dieser Zeit lautete der Name des Betriebs Erste Lokomotivfabrik in Polen A.G. Chrzanow (1939–1941) und ab 1941 Oberschlesische Lokomotivwerke Krenau.
1947 wurde der Betrieb verstaatlicht und die offizielle Bezeichnung zu Fablok geändert. Beliefert wurden die ausländischen Märkte für Personen-, Schnell- und Güterzugdampflokomotiven sowie Industriedampfloks in Albanien, China, Ungarn, Indien, Korea, Rumänien und Vietnam. Schmalspurlokomotiven wurden nach Albanien, Bulgarien, China, Rumänien, Russland und Jugoslawien exportiert. Die letzte Dampflokomotive wurde 1963 gebaut. Fablok baute die Kessel für ihre Dampflokomotiven nie selbst, sondern ließ diese anfangs von Fitzner & Gamber (ab 1945: Fabryka Budowy Kotłów) in Sosnowiec, später auch von anderen Herstellern zuliefern. Die Herstellung von Diesellokomotiven begann 1948. Anfang der 1960er Jahre wurde die Produktpalette um Komponenten für Schienenfahrzeuge (Eisenbahn und Straßenbahn) erweitert.
Ab 1977 wurden auch Baumaschinen hergestellt und der Name der Firma änderte sich zu Fabryka Maszyn Budowlanych i Lokomotyw BUMAR-FABLOK (deutsch: Fabrik für Baumaschinen und Lokomotiven BUMAR-FABLOK). Der Betrieb wurde von der staatlichen Bumar-Gruppe in Warschau übernommen. Produziert wurden Bagger mit einem Löffelinhalt von 1,2 m³, Krane mit 25–28 t Hubkapazität, selbst fahrende Autokrane sowie dafür benötigte Teleskopausleger. 1999 wurde der Betrieb nach ISO 9001 zertifiziert. 2003 wurde Bumar-Fablok als Aktiengesellschaft privatisiert. 2004 wurde das 85-jährige Bestehen gefeiert. Am 3. April 2009 wurde der Name wieder zu Pierwsza Fabryka Lokomotyw w Polsce "Fablok" S.A. geändert.

## Produktionsjubiläen
- 07.04.1924 Fertigstellung der 1. Lokomotive[3]
- 05.11.1925 Die 100. Lokomotive wird fertiggestellt
- 09.06.1927 Die 200. Lokomotive wird fertiggestellt (Typ 23)
- 29.10.1928 Die 300. Lokomotive wird fertiggestellt
- 18.06.1930 Die 400. Lokomotive wird fertiggestellt
- 01.02.1932 Die 500. Lokomotive wird fertiggestellt (Lieferung nach Marokko)
- ……..1959 Die 5000. Lokomotive wird fertiggestellt (Lieferung nach Indien)
- ……..1963 Die letzte Dampflokomotive wird fertiggestellt[4]